# 22ste Prix Lumières
De ceremonie van de 22ste Prix Lumières wordt georganiseerd door de Académie des Lumières en vond plaats op 30 januari 2017 op de Espace Pierre Cardin te Parijs. De nominaties werden op 16 december 2016 bekendgemaakt.

## Genomineerden en winnaars

### Beste film
- Elle van Paul Verhoeven
  - La Mort de Louis XIV van Albert Serra
  - Nocturama van Bertrand Bonello
  - Les Ogres van Léa Fehner
  - Rester vertical van Alain Guiraudie
  - Une vie van Stéphane Brizé

### Beste regisseur
- Paul Verhoeven - Elle
  - Bertrand Bonello - Nocturama
  - Stéphane Brizé - Une vie
  - Léa Fehner - Les Ogres
  - Alain Guiraudie - Rester vertical
  - Albert Serra - La Mort de Louis XIV

### Beste acteur
- Jean-Pierre Léaud - La Mort de Louis XIV
  - Pierre Deladonchamps - Le Fils de Jean
  - Gérard Depardieu - The End
  - Nicolas Duvauchelle - Je ne suis pas un salaud
  - Omar Sy en James Thierrée - Chocolat
  - Gaspard Ulliel - Juste la fin du monde

### Beste actrice
- Isabelle Huppert - Elle
  - Judith Chemla - Une vie
  - Marion Cotillard - Mal de pierres
  - Virginie Efira - Victoria
  - Sidse Babett Knudsen - La Fille de Brest
  - Soko - La Danseuse

### Beste jong mannelijk talent
- Damien Bonnard - Rester vertical
  - Corentin Fila en Kacey Mottet Klein - Quand on a 17 ans
  - Finnegan Oldfield - Bang Gang
  - Toki Pilioko - Mercenaire
  - Sadek - Tour de France
  - Niels Schneider - Diamant noir

### Beste jong vrouwelijk talent
- Oulaya Amamra en Déborah Lukumuena - Divines
  - Paula Beer - Frantz
  - Lily-Rose Depp - La Danseuse
  - Manal Issa - Peur de rien
  - Naomi Amarger en Noémie Merlant - Le ciel attendra
  - Raph - Ma loute

### Beste debuutfilm(Prix Heike Hurst)
- Divines - Houda Benyamina
  - Apnée - Jean-Christophe Meurisse
  - La Danseuse - Stéphanie Di Giusto
  - Diamant noir - Arthur Harari
  - Gorge Coeur Ventre - Maud Alpi
  - Mercenaire - Sacha Wolff

### Beste Franstalige film in coproductie
- Hédi - Mohamed Ben Attia ( )
  - Belgica - Felix Van Groeningen ()
  - La Fille inconnue - Jean-Pierre en Luc Dardenne ()
  - Juste la fin du monde - Xavier Dolan ()
  - Mimosas : La Voie de l'Atlas - Oliver Laxe (  )
  - Les Premiers, les Derniers - Bouli Lanners ()

### Beste scenario
- Céline Sciamma - Ma vie de Courgette
  - David Birke - Elle
  - Léa Fehner, Catherine Paillé, Brigitte Sy - Les Ogres
  - Émilie Frèche, Marie-Castille Mention-Schaar - Le ciel attendra
  - Alain Guiraudie - Rester vertical
  - François Ozon - Frantz

### Beste cinematografie
- Jonathan Ricquebourg - La Mort de Louis XIV
  - Christophe Beaucarne - Mal de pierres
  - Benoît Debie - La Danseuse
  - Antoine Héberlé - Une vie
  - Léo Hinstin - Nocturama
  - Pascal Marti - Frantz

### Beste filmmuziek
- Ibrahim Maalouf - Dans les forêts de Sibérie
  - Sophie Hunger - Ma vie de Courgette
  - Laurent Perez del Mar - La Tortue rouge
  - Robin Coudert - Planetarium
  - Philippe Rombi - Frantz
  - Gabriel Yared - Juste la fin du monde

### Beste documentaire
- Voyage à travers le cinéma français van Bertrand Tavernier
  - Le Bois dont les rêves sont faits van Claire Simon
  - Dernières nouvelles du cosmos van Julie Bertuccelli
  - Merci Patron ! van François Ruffin
  - La Sociologue et l'Ourson van Etienne Chaillou en Mathias Théry
  - Swagger van Olivier Babinet

### Beste animatiefilm
- Ma vie de Courgette van  Claude Barras
  - La jeune fille sans mains van Sébastien Laudenbach
  - Louise en hiver van Jean-François Laguionie
  - La tortue rouge van Michael Dudok de Wit
  - Tout en haut du monde van Rémi Chayé

## Films met meerdere nominaties
De volgende films ontvingen meerdere nominaties:
| Nominaties       | Film                  | Prix Lumières |
| ---------------- | --------------------- | ------------- |
| 4                | Elle                  | 3             |
| 4                | La Mort de Louis XIV  | 2             |
| 4                | Rester vertical       | 1             |
| 4                | Une vie               |               |
| 4                | La Danseuse           |               |
| 4                | Frantz                |               |
| 3                | Nocturama             |               |
| 3                | Les Ogres             |               |
| 3                | Juste la fin du monde |               |
| 3                | Ma vie de Courgette   | 2             |
| 2                |                       |               |
| Mal de pierres   |                       |               |
| Divines          | 2                     |               |
| Mercenaire       |                       |               |
| Le ciel attendra |                       |               |
| Diamant noir     |                       |               |
| La Tortue Rouge  |                       |               |